# Cristina Cosentino
Cristina Cosentino (Buenos Aires, 22 de dezembro de 1997) é uma jogadora de hóquei sobre a grama argentina, que atua na posição de goleira.

## Carreira
Iniciou sua carreira esportiva no Clube Atlético Belgrano aos 8 anos. Ela serviu como atacante; Ela logo adotou a posição de arqueira. Depois de disputar as categorias menores do BAC, estreou na primeira divisão do clube. Porém, em busca de mais minutos, deixou o clube da capital e se transferiu para o Club Banco Nación em 2016. Em 2018, sagrou-se campeã do Torneio Metropolitano de Hóquei de Buenos Aires, vencendo o River Plate na final por 1 a 0.
Ela fez parte da equipe argentina que venceu a Copa do Mundo de Hóquei Júnior Feminino de 2016 após derrotar a Holanda na final. Em 2019, Cosentino foi chamada para a seleção feminina nacional sênior. Ela competiu na equipe que terminou em quarto lugar na Pro League de 2019 em Amstelveen.
Nos Jogos Olímpicos de Verão de 2024, em Paris, conquistou a medalha de bronze no torneio feminino do hóquei sobre a grama, após vencer confronto contra a equipe belga por pênaltis.